# Alhagi Faye
Alhagy Ibrahima Faye, né le 23 août 1951 est un ancien arbitre gambien de football des années 1980 et 1990. Il fut arbitre assistant entre les années 1980.

## Carrière
Il a officié dans des compétitions majeures : 
- Coupe du monde de football des moins de 20 ans 1991 (1 match)
- CAN 1992 (1 match)
- Coupe du monde de football des moins de 17 ans 1993 (2 matchs)